# Indonéská fotbalová reprezentace
Indonéská fotbalová reprezentace reprezentuje Indonésii na mezinárodních fotbalových akcích, jako je mistrovství světa nebo Mistrovství Asie ve fotbale. Tým hrál dříve pod názvem Nizozemská východní Indie.

## Mistrovství světa
Seznam zápasů indonéské fotbalové reprezentace na MS
| Rok    | Účast                                           | Soupisky |
| ------ | ----------------------------------------------- | -------- |
| 1930   | Bez účasti                                      |          |
| 1934   | Bez účasti                                      |          |
| 1938   | 1. kolo                                         | Soupiska |
| 1950   | Vzdali                                          |          |
| 1954   | Bez účasti                                      |          |
| 1958   | Vzdali                                          |          |
| 1962   | Vzdali                                          |          |
| 1966   | Bez účasti                                      |          |
| 1970   | Bez účasti                                      |          |
| 1974   | Nepostoupili z kvalifikace                      |          |
| 1978   | Nepostoupili z kvalifikace                      |          |
| 1982   | Nepostoupili z kvalifikace                      |          |
| 1986   | Nepostoupili z kvalifikace                      |          |
| 1990   | Nepostoupili z kvalifikace                      |          |
| 1994   | Nepostoupili z kvalifikace                      |          |
| 1998   | Nepostoupili z kvalifikace                      |          |
| 2002   | Nepostoupili z kvalifikace                      |          |
| 2006   | Nepostoupili z kvalifikace                      |          |
| 2010   | Nepostoupili z kvalifikace                      |          |
| 2014   | Nepostoupili z kvalifikace                      |          |
| 2018   | Diskvalifikováni                                |          |
| 2022   | Nepostoupili z kvalifikace                      |          |
| Celkem | Účast – 1× Zlato – 0×, Stříbro – 0×, Bronz – 0× |          |